# Holcaeus
Holcaeus is een geslacht van vliesvleugeligen uit de familie Pteromalidae. De wetenschappelijke naam van dit geslacht is voor het eerst geldig gepubliceerd in 1878 door Carl Gustaf Thomson.

## Soorten
Het geslacht Holcaeus omvat de volgende soorten:
- Holcaeus alcman (Walker, 1839)
- Holcaeus amnisos (Walker, 1848)
- Holcaeus breviusculus (Thomson, 1878)
- Holcaeus cabades (Walker, 1839)
- Holcaeus calligetus (Walker, 1839)
- Holcaeus compressus (Walker, 1836)
- Holcaeus decipiens (Thomson, 1878)
- Holcaeus dendrolimi Matsumura, 1926
- Holcaeus dendrolimusi Matsumura, 1926
- Holcaeus ection (Walker, 1845)
- Holcaeus glabriculus (Nees, 1834)
- Holcaeus gorgasus (Walker, 1839)
- Holcaeus gracilentus (Boucek, 1954)
- Holcaeus gracilis (Walker, 1836)
- Holcaeus megachilis (Ashmead, 1897)
- Holcaeus repandus (Graham, 1969)
- Holcaeus siccatorum (Ratzeburg, 1852)
- Holcaeus stenogaster (Walker, 1836)
- Holcaeus stylatus Graham, 1969
- Holcaeus styrus (Walker, 1839)
- Holcaeus varro (Walker, 1840)